# Konsztantyin Apollonovics Szavickij
Konsztantyin Apollonovics Szavickij (oroszul: Константин Аполлонович Савицкий; Taganrog, 1844. június 6. — Penza, 1905. február 13.) orosz  realista festő, a Vándorkiállítási Társaság tagja.

## Életpályája
A szentpétervári Művészeti Akadémián tanult 1862 és 1873 közt. Közelebbi barátságba került Ilja Jefimovics Repin, Ivan Nyikolajevics Kramszkoj, Ivan Ivanovics Siskin stb. festőkkel. Siskinnel együtt alkották Reggel a fenyvesben (1889) c. képüket. Szavickij első legjelentősebb képét 1874-ben alkotta, egy kortárs életképet készített a Tulai területen folytatott vasútfelújításról Vasútfelújítói munkálatok címen. E képe sikerrel szerepelt kiállításokon, dicsérte a sajtó, Pavel Mihajlovics Tretyjakov műgyűjtő vásárolta meg, e kép ára már fedezte Szavickij franciaországi tanulmányútját is.
Két évig (1875-1876) tartózkodott Franciaországban, ott is festett jeles képeket, Halász bajban, Utazók, stb. Hazaérkezve újra az orosz élet ábrázolása került alkotói munkájának középpontjába.
Szavickij demokratikus érzelmeiből fakadóan az Orosz Birodalom parasztjait és munkásait ábrázolta. Ihletője a városi és a vidéki orosz nép szegénysége, fizikai és szellemi nyomorúsága volt. Sokat foglalkozott illusztrálással is és jelentős pedagógiai munkásságot fejtett ki.

## Művei (válogatás)
- Vasútjavító munkálatok (1874)
- Halász bajban /avagy A tenger Normandiánál (1875)
- Találkozás az ikonnal (1878)
- Reggel a fenyvesben (Siskinnel, 1886)
- A háborúban (1888)

## Emlékezete
Halálának 50. évfordulója (1905-1955) tiszteletére emlékbélyeget adtak ki önarcképének és a Vasútjavító munkálatok c. festménye részleteinek reprodukciójával.

## Galéria

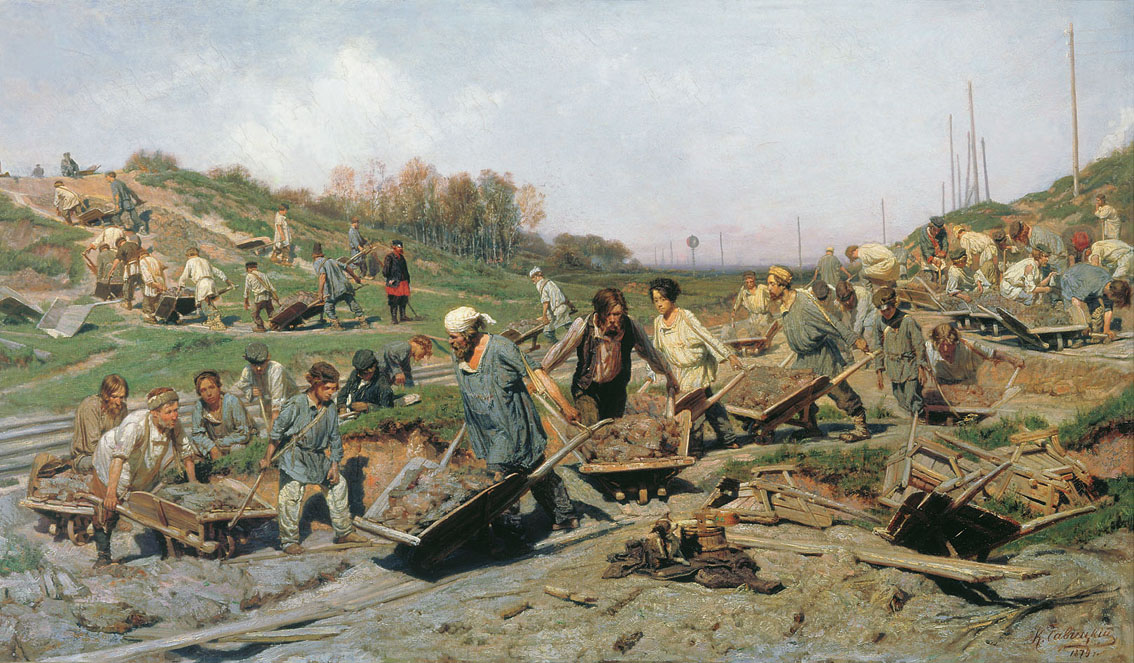
Vasútjavító munkálatok (1874)
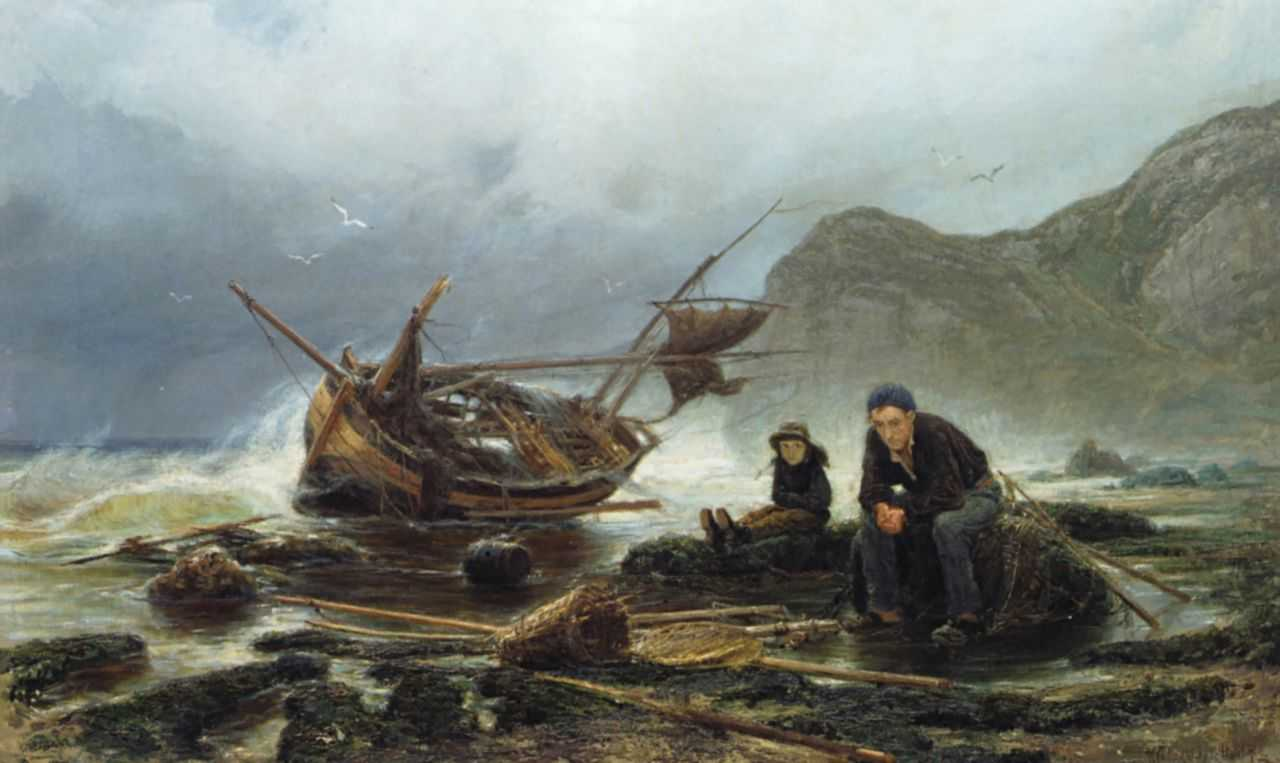
Halász bajban /avagy A tenger Normandiánál (1875)
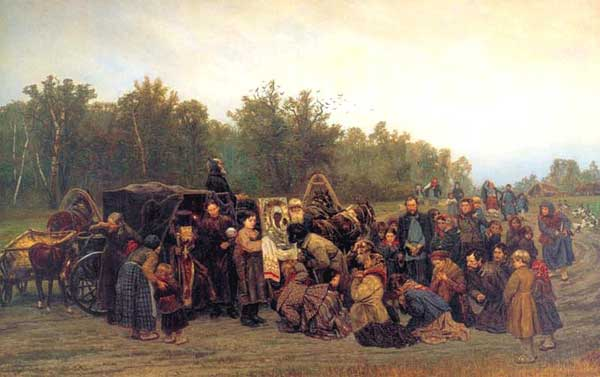
Találkozás az ikonnal (1878)
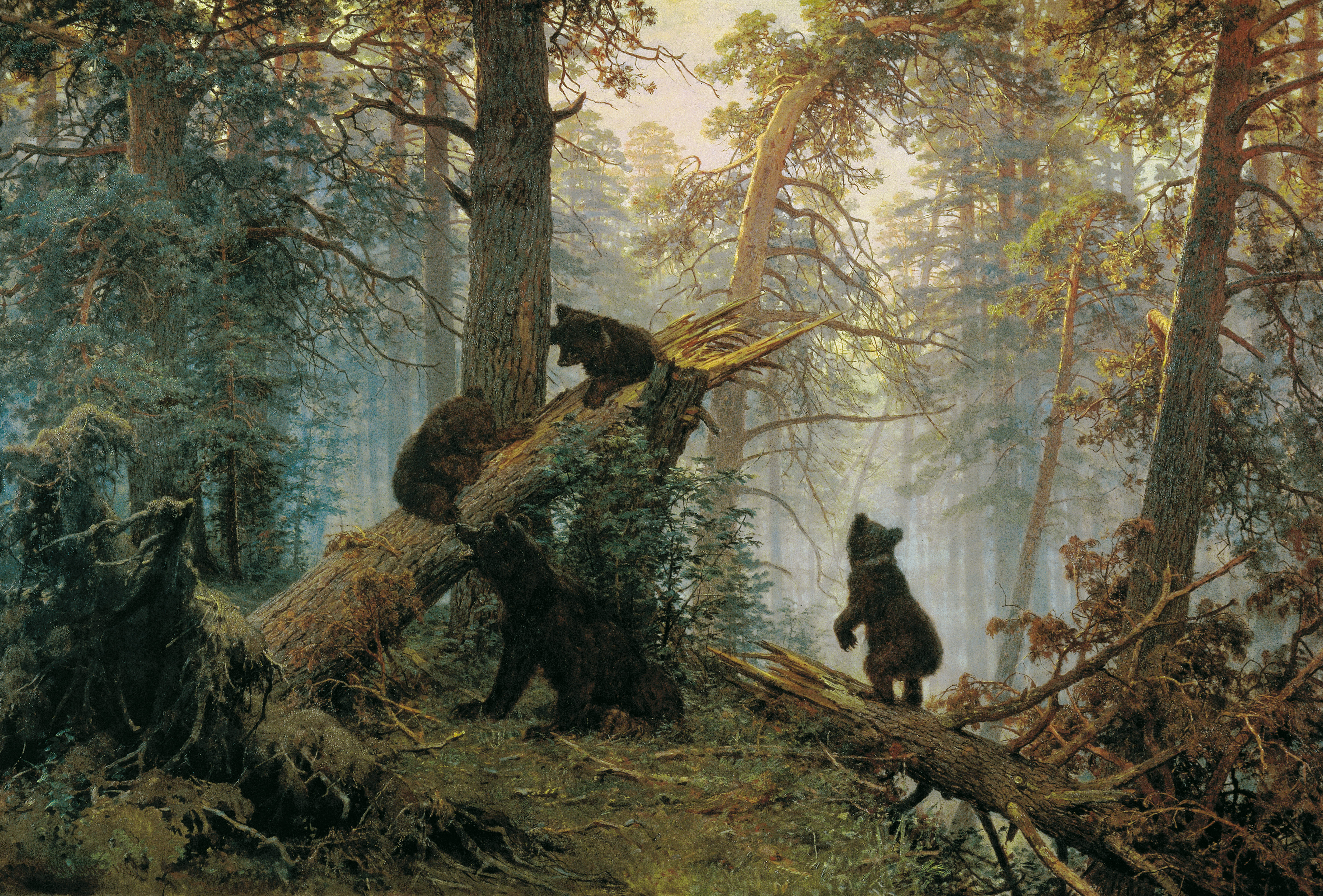
Reggel a fenyvesben (Siskinnel, 1889)
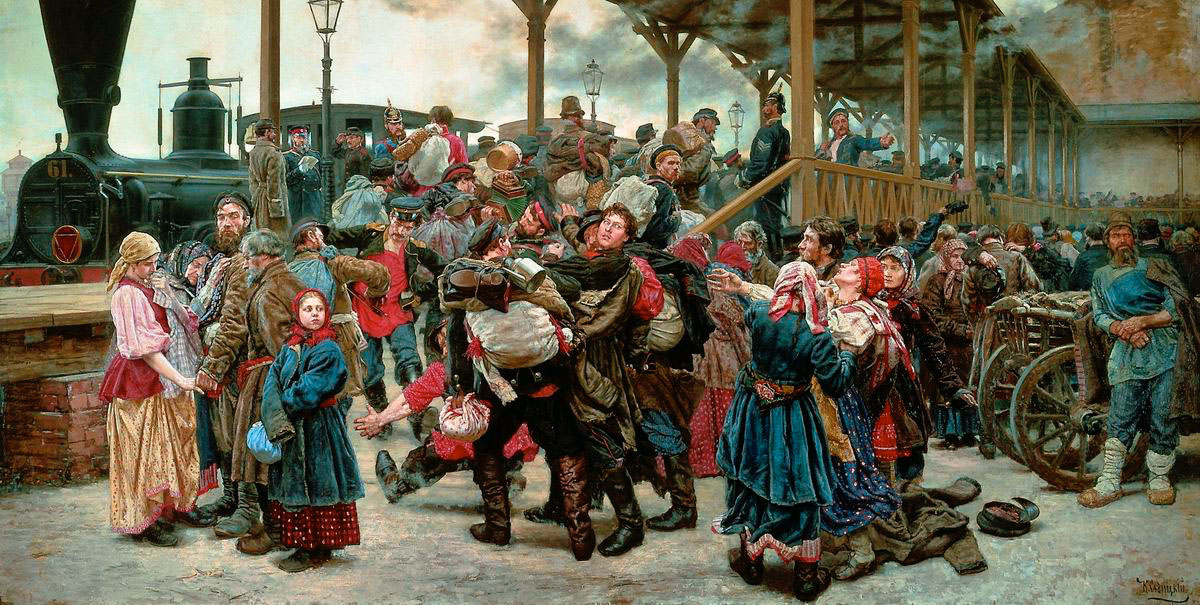
A háborúban (1888)